# Piața Mihail Kogălniceanu

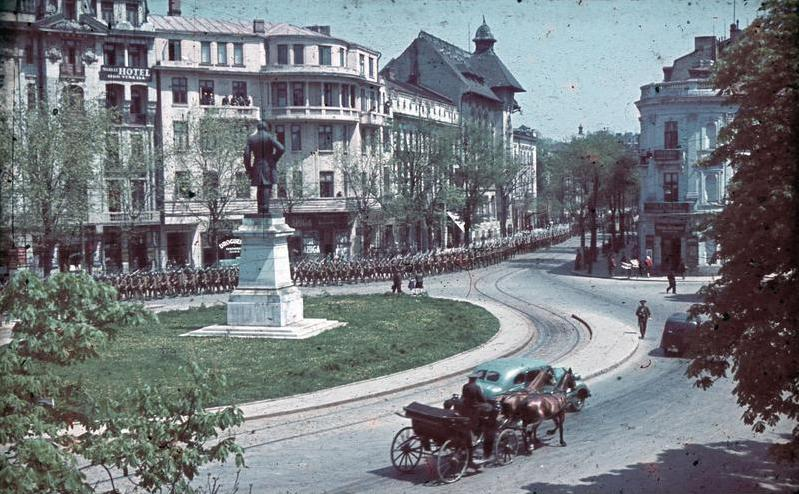
Piața Mihail Kogălniceanu, în anul 1941

Piața Mihail Kogălniceanu este o piață situată în sectorul 5, București. Aici se intersectează Bulevardul Mihail Kogălniceanu, Bulevardul Regina Elisabeta și Calea Plevnei. În apropiere se află parcul Cișmigiu și stația de metrou Izvor. În centrul pieței se află statuia lui Mihail Kogălniceanu, executată în bronz în anul 1936 de către sculptorul Oscar Han.